# Dolenje Laknice
Dolenje Laknice – wieś w Słowenii, w gminie Mokronog-Trebelno. W 2018 roku liczyła 66 mieszkańców.